# Conversation totale
Conversation totale est un terme lié au domaine des télécommunications. Il décrit un service d'appel qui permet l'utilisation simultanée de l'audio, la vidéo et le texte en temps réel ou de n'importe quelle combinaison des trois.

## Utilisation de le conversation totale
- Pour une conférence téléphonique d'entreprise, l'audio et le texte temps réel sont nécessaires,
- Les sourds signants utilisent des appels vidéo + texte bidirectionnel pour converser en langue des signes.
- Les malentendants qui peuvent parler souhaitent disposer d'un service de sous-titrage téléphonique audio dans les deux sens + texte en réception.
- Les appels textes uniquement peuvent être un moyen de communication discret dans des situations ou le silence est de mise (concert, ou urgences).
- Pour le S.A.V. certains pourront commencer par un appel voix classique et ajouter la vidéo s'il s'agit de montrer une panne sur un appareil.

Le concept a été inventé par la société suédoise Omnitor. Le concept a été normalisé par l'ITU-T par la recommandation F.703.

## Conversation totale et conception universelle
La conversation totale est une parfaite illustration de l'application de la philosophie de conception universelle (Universal Design) aux télécommunications. Ce système permet l'accès aux services de communications pour le plus grand nombre : sourds, malentendants, personnes ayant des problèmes de voix, etc.

## Implémentation du concept sur le terrain
La Conversation totale définit : 
- une interface de raccordement fondée sur le protocole IP entre terminaux dit "TC" et une plate-forme de Conversation Totale,
- une interface d'interconnexion entre plates-formes de  Conversation Totale,
- une interface d'appel multimédia vers les services d'urgence comprenant des services de transport, de géolocalisation et de partage d'information entre services d'urgence.

Dans les faits, le concept de conversation totale se traduit techniquement par :
- l'utilisation du Session Initiation Protocol pour la signalisation.
- l'utilisation du texte temps réel normé T.140[3] tel que normalisé dans la RFC 4103[4][5].
- l'utilisation des codecs vidéo H.263 et de façon préférée H.264.

La Conversation totale offre trois services de base :
- l'appel de personne à personne à l'intérieur de la même plate-forme, vers une autre plate-forme de Conversation Totale ou vers le réseau téléphonique commuté.
- la possibilité d'intercaler un centre relais téléphonique pour permettre l'accessibilité aux personnes sourdes et malentendantes.
- La possibilité d'appel de services d'urgence en mode Conversation Totale et la transmission de la localisation.

Un certain nombre de sociétés européennes dont Aupix, IVèS et Omnitor mais aussi Orange Labs proposent des services et de systèmes conformes à ce concept. Ces systèmes sont pour l'instant principalement utilisés pour fournir des services de centre relais téléphoniques pour les personnes sourdes.

## Le projet européen REACH 112
Le projet européen REACH 112 réunit la plupart des acteurs offrant des systèmes compatibles avec la conversation totale dans le but d'expérimenter son déploiement dans cinq pays et pour trois usages :
- Les appels de personne à personne en conversation totale,
- les appels passant par un centre relais téléphonique texte ou signe (en France, il s'agit de Websourd),
- les appels d'urgences.

Un des attendus important du projet européen REACH112 est justement la publication de cette sélection de standards. C'est chose faite dans le livrable D3.2. Ce document est à destination des régulateurs en télécom, des fabricants de vidéophones mais aussi des services d'urgences dans le cadre des urgences de nouvelle génération :
Ces spécifications ont pour but : 
- De permettre l'interconnexion et l'interopérabilité de fournisseurs de service de Conversation Totale y compris des services de relais téléphonique,
- D'offrir une interface technique pour les fabricants de vidéophones afin d'offrir un large marché,
- De proposer une interface technique aux urgences de nouvelle génération en Europe[9].

## Conversation Totale et IP Multimedia Subsystem
Les standards de conversation totale permettent donc l'implémentation de services d'appels multimédias. IP Multimedia Subsystem (IMS) avec service MMTEL, aussi ! Alors pourquoi deux standards ?

Le standard de Conversation totale est une sélection pragmatique de standards existants, principalement centrés autour de SIP (Session Initiation Protocol), de codecs audio, vidéo et texte, décrivant trois niveaux d'interface protocolaires et trois services de base. Il s'agit d'une initiative d'industriels et d'acteurs du secteurs des services à valeur ajoutée qui souhaitent rendre leurs services d'appels multimédia interopérables de façon concrète et rapide sur la base de plates-formes déployées.
IMS est beaucoup plus ambitieux et définit toute l'architecture en détail comprenant les méthodes de facturation, l'architecture interne de réseau etc. Ces standards visent exclusivement les grands opérateurs de télécommunications et les constructeurs d'équipement qui les fournissent afin de leur permettre de définir en détail la structure de leur futur réseau.
La différence de complexité se traduit par le fait que :
- Très peu de réseaux UMTS release 5 supportant IMS sont réellement en production[10]
- Les services multimédia définis par MMTEL ne se matérialisent pas très rapidement[11] dans des offres accessibles au public. Seule une initiative récente des opérateurs appelée Rich Communication Suite [12] prévoit une mise sur le marché de service d'appel multimédia sur IP mais une fois que les réseaux de base IMS seront disponibles.
- Cette complexité se traduit par des coûts de déploiement très élevé : les investissements nécessaires pour déployer une plate-forme de Conversation totale se comptent en centaines de milliers d'euros plutôt qu'en millions pour une plate-forme IMS. Les deux standards sont néanmoins si proches qu'une interopérabilité entre les deux est aisée.